# Sabatia dichotoma
Sabatia dichotoma là một loài thực vật có hoa trong họ Long đởm. Loài này được (Walter) Trel. ex Branner & Coville miêu tả khoa học đầu tiên năm 1891.